# Liste der Bodendenkmale in Wentorf bei Hamburg
In der Liste der Bodendenkmale in Wentorf bei Hamburg sind die Bodendenkmale der Gemeinde Wentorf bei Hamburg nach dem Stand der Bodendenkmalliste des Archäologischen Landesamts Schleswig-Holstein von 2016 aufgelistet. Die Baudenkmale sind in der Liste der Kulturdenkmale in Wentorf bei Hamburg aufgeführt.
| Denkmal-ID           | Befundart          | Bezeichnung                   | Zeitstellung | Lage | Bemerkungen | Bild |
| -------------------- | ------------------ | ----------------------------- | ------------ | ---- | ----------- | ---- |
| aKD-ALSH-Nr. 001 125 | Befestigung > Burg | Burg/Motte/Ringwall/Turmhügel | Mittelalter  |      |             |      |